# Rein Gold: Ein Bühnenessay

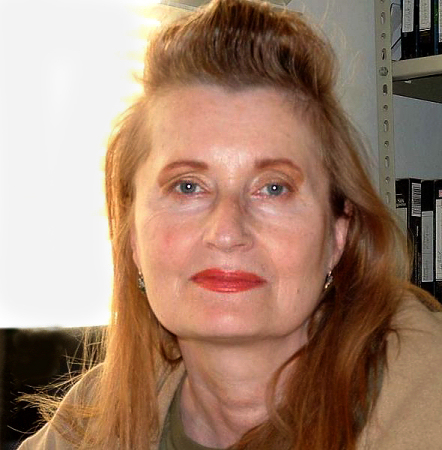
Elfriede Jelinek, 2004

Rein Gold: Ein Bühnenessay (Eigenschreibweise rein GOLD) ist ein Prosawerk von Elfriede Jelinek. Die Urlesung fand am 1. Juli 2012 im Prinzregententheater in München statt, publiziert wurde es am 8. März 2013 im Rowohlt Verlag und hat Beschreibungen intensiver Leseerlebnisse hervorgerufen.
Rein Gold ist ein Streitgespräch zwischen "B: Brünnhilde" und "W: Wotan, der Wanderer", in dem es aus der Sicht von Brünnhilde um herrschende Verhältnisse geht, um die Abdankung ihres Vaters Wotan und um Stellenwert und Wirkungsmacht von Gold und Geld im Kapitalismus.
Der Text, auf den Fährten von Richard Wagners Werk Der Ring des Nibelungen, stellt Verbindungen zwischen ökonomischer und politischer Korruption her und zeigt auf, wie Macht, Kapital, Diebstahl, Heldentum und Schuld zusammenhängen. Konkret werden zwei deutsche Skandale des Winters 2011/12 aufgegriffen: die Immobilien-Kreditaufnahme des damaligen deutschen Bundespräsidenten Christian Wulff und die Überfälle und Morde des NSU. Jelinek rückt in diesem Werk deutsche Heldensymbolik und ökonomische Enthaltsamkeit in ein kritisches Rampenlicht, auf polemische, kunstvolle Weise und mit hoher intertextueller Dichte, die durch den Regisseur am Tag der Urlesung nochmals aktualisiert worden ist.
Die Uraufführung als Musiktheaterstück fand am 9. März 2014 an der Staatsoper Berlin statt, am 11. September 2014 war die Premiere der Inszenierung am Staatstheater Wiesbaden.

## Inhalt
Eingangs wirft Brünnhilde ihrem Vater Wotan vor, sich für den Bau seiner Burg finanziell übernommen zu haben – „Eine Situation wie in jeder zweiten Familie“ – woraufhin sich ein Wortwechsel zwischen B und W ergibt. Sie haben je 4 Redebeiträge von 1,5 bis 56 Seiten Länge. B beginnt, W hat das Schlusswort. Darin laviert er zwischen der Ankündigung seines Abgangs und seiner Lust, weiterhin in Experimentierlaune verschiedenen Reizen zu folgen: „Mal sehn, was draus wird.“
Im Laufe der Auseinandersetzung entzieht sich Wotan in kalauernder Übertreibung seiner Verantwortung und es wird eine Vision formuliert, in der Geld allmählich gottesgleiche Funktion übernimmt. Das Werk sei ein „Albtraum der Endzeitvision des kapitalistischen Zeitalters“, so die Wissenschaftlerin Susanne Vill in ihrer Analyse.

## Bezüge zu anderen Werken

### Titel
Mit dem Titel des Werks, Rein Gold, spielt Jelinek auf Richard Wagners Oper Das Rheingold (1869) an, die erste von vier Opern in dessen Zyklus Der Ring des Nibelungen. In Wagners Personenkonstellation tritt Brünnhilde allerdings noch nicht an diesem Vorabend auf. Der Dialog zwischen B und W bezieht sich auf Die Walküre (1870), die zweite Oper der Ringtetralogie, und dort auf den dritten Dialog zwischen Brünnhilde und Wotan, in der letzten Szene des letzten Aktes, ein Moment von Intensität und Endlosigkeit. Bei Wagner wird hier Brünnhilde durch Wotan bestraft. Der Titel von Jelineks Werk hat als Intertext die Funktion, in zwei Worten die Geschichte aus Wagners Rheingold abzuhandeln, bevor der Dialog von B und W bei Jelinek beginnt, der dann den eigentlichen Text von Rein Gold ausmacht.

### Weitergehende intertextuelle Bezüge
Der Text von Jelinek stellt einen Bezug zur Nibelungensage her, indem verschiedene Horizonte miteinander verschmolzen werden: die Horizonte der Mythengestalten mit denen der Wagnerschen Protagonisten, und der religionsgeschichtliche Wirkungsbereich der ersten mit der Rezeptionsgeschichte der zweiten.
In Wagners Werk urteilt Wotan willkürlich und pseudo-justiziell seine Tochter Brünnhilde ab, Jelinek hingegen überschreibt dieses Vater-Tochter-Verhältnis so, dass B in Protesthaltung W dazu zwingt, sich selbst zu rechtfertigen. B bezeichnet Ws Burg Walhall abschätzig als Einfamilienhaus, womit B umgekehrt W bestraft. Jelinek interpretiert mit Zitaten aus Marx’ Kapital den Ring als Analyse der Euro- und Staatsschuldenkrise infolge der Börsen- und Bankenkrise und knüpfe damit an eine Interpretation an, die Wagners Ring als antikapitalistische Allegorie lese und sich dabei auf Wagners Teilnahme an der Revolution von 1848/49 berufe. In Frage käme George Bernard Shaw mit seinem Werk The Perfect Wagnerite. A commentary on The Ring of the Nibelungs (1898) sowie die Deutung des Ring, die Patrice Chéreau mit seiner Inszenierung bei den Salzburger Festspielen im Jahre 1976 vorgelegt hatte. Die politische Ökonomie von Marx werde auf den Ring angewendet. Nicolas Stemann sieht eine Parallele zwischen dem Eigenheimkredit, der nicht zurückgezahlt wurde, in Jelineks Text, und dem Lohn, der den Riesen für ihre Arbeit nicht gezahlt worden ist, in Wagners Werk, was der Ausgangspunkt der Geschichte sei, die im Ring erzählt werde. Thema sei „die Gier nach Gold und Macht und deren Fallstricke.“ Zur Tilgung der Bauschulden werde das Rheingold gestohlen und Lohnarbeit bleibe unbezahlt. Arbeit, Kapital und Wertschöpfung würden im Text von Jelinek fokussiert und die Kapitalismuskritik von Marx, die aus der Zeit Wagners stammt, werde mit den aktuellen ökonomischen Bedingungen von 2011/12 konfrontiert, wo die konstitutiven Zusammenhänge zwischen diesen drei Komponenten mehr und mehr aufgelöst würden.
Weitere Assoziationen beziehen sich auf die Kriminalkomödie Der rosarote Panther von 1963, in der es ebenfalls um ein Raubgut geht, in diesem Fall um einen Diamanten. Als Gegenstück zu Brünnhildes Aufbegehren gegen Wotan werde diese Komödie ambivalent kombiniert mit der bürgerrechtlich motivierten Black Panther Party for Self-Defense, dann aber zugespitzt auf den NSU und auf Todesverachtung der Soldaten des „Göttervater[s] im Führerbunker“.
Mittels Burleske, Derbheit und pausenloser, Rap-ähnlicher Tiraden wird darüber hinaus die monumentale Gestik der Wagnerschen Musik konterkariert.

## Stil
Rein Gold besteht aus Sprachflächen im Stil eines Bewusstseinsstromes, der freie Assoziation zulässt. Der Sog von Wagners Musik wird in die Struktur des Texts überführt. Jelinek lässt das Pathetische ins Banale stürzen, tut einen schlammig Bodenverhafteten Abgrund auf und nutzt diese Fallhöhe, um die Musik der Opern im Text mitschwingen zu lassen. Die Themen von Wagners Tetralogie werden von Jelinek „immer wieder übereinandergelegt und in immer neuen Sprachspielen miteinander verwurstet“, so der Regisseur der Urlesung, Nicholas Stemann. In diesen Sprachfluss mische sich im Laufe des Werkes zunehmend die Gegenwart, mit tagesaktuellen Nachrichten zu den rassistischen Morden des NSU und zur Finanz/Euro-Krise. Die monströsen Formen des hemmungslosen Abschweifens und Kalauerns zusammen mit den Hasstiraden entsprechen dem wagnergemäßen Nicht-mehr-aufhören-Können.
Als solle es ein Äquivalent zu Wagners kompositorischer Technik sein, der Kunst des Übergangs, imitiere Jelinek musikalische Verfahren mittels verästelter Intertexte, die rätselhaft verfremdet würden. In Sprachspielen mit Kinderabzählversen, mit Assonanzen und Alliterationen, die Wagners Stabreime parodieren, würden Zusammenhänge ausgeblendet und der Sinn einer Mitteilung unkenntlich gemacht.

### Diskursbeispiel (Eine Textfläche entwickelt sich)
Die folgenden Textstellen eignen sich als Beispiel dafür, wie in Rein Gold Themen bearbeitet werden, scheinbar assoziativ und doch stringent. Dabei weisen nur Anreden oder besitzanzeigende Fürwörter darauf hin, wessen Redebeitrag es ist. Zuerst spricht eine Frau so, wie es der historischen Figur Jesus zugeschrieben wird, und zwar im Femininum („Ich bin die, die ihr sucht“). Dann wird im Zusammenhang des Nicht-gesucht-Werdens die Aussage im Maskulinum verwendet, danach wieder im Femininum in Zusammenhang mit einer weiblichen Abwandlung von Jesus, und nochmals im Femininum die „Worte Jesu“. Dann geht es um das Einsperren und Einstellen einer Ungesuchten, erneut wird ein weiblicher Jesus benannt, mit scheinbarer Unbeholfenheit als Braut getarnt. Bald wird das Heldenmädchen schon Vorbild für den Helden, dann wird der Satz von Jesus in wörtlicher Rede im Femininum wiedergegeben und Wotan sagt voraus, dass sein Kind Jesus sein kann. Abschließend wird statt des Polizeinotrufs die Nation Deutschland der Adressat für die Aussage des Heldenmädchens.
- W: „Ich bin die, die ihr sucht, sagt die Nazibraut, der man am Telefon vorhin, als sie den Polizeinotruf erwählte, nicht geglaubt und nicht getraut hat. Wer uns getraut, der gehört gehaut. Sie sagt dasselbe wie Jesus zu seinen Fängern. Genau: Es sind Jesu Worte!“ (Seite 58).
- W: „Und am Ende hat er das meiste: sich selbst gegeben, das größte Opfer. Ein ganz spezieller Idiot, kein Zweifel. Man muss andere opfern, nie sich selbst! Ich bin der, den ihr sucht, das sagten schon viele, auch die, die gar nicht gesucht wurden“ (Seite 89).
- B: „Diese Frau, die Heldenfrau, mit der wurde niedlich umgegangen, Badvorleger und Gardinen, die brauchen wir Helden schon, die Frau? Ja, diese weibliche Jesus-Taschenbuchausgabe mit diesem ‹Ich bin die, die ihr sucht!› Eher Gutrune als Brünnhilde. Sanfter. Sanfter als ich auf jeden Fall“ (Seite 138).
- B: „sie sagt: Ich bin die, die ihr sucht. Sie spricht die Worte Jesu, ich sagte es schon, aber ich finde das dermaßen cool“ (Seite 167).
- B: „sie sagt nichts, sie bestreitet nichts und wird eingesperrt, weil sie diejenige ist, die nicht gesucht wird“ (Seite 167).
- B: „hätten sie nie gefunden, wenn sie nicht von selbst gekommen wäre, ein weiblicher Jesus, na ja, eine Abart von ihm, Jesu Braut, auch nicht schlecht. Sie ist die, die gesucht wird, und sie wird auch gleich eingestellt“ (Seite 168).
- W: „Wenn die klingeln, machst du schön die Tür auf, Held. und dann sagst du: Was wollt Ihr? So wie das Heldenmädchen sagen wird: Ich bin die, die ihr sucht!“ (Seite 202).
- W: „Ich gebe dir die Worte ein, Kind, daß auch du Jesus sein kannst, wenn du willst. Wenn der Held durch das Feuer kommt, beziehungsweise wenn er für dich durchs Feuer gegangen sein wird, sagst du zu ihm einfach, was Jesus selbst damals sagte: Ich bin die, die Sie suchen“ (Seite 204).
- W: „Deutschland. Ich bin die, die ihr sucht, das wirst du sagen, das wird mein Heldenmädchen sagen, mit den Worten des Herrn Jesus, welche er sprach“ (Seite 207).

Im Verlauf des Textes entwickelt sich Jesus zwischen den Seiten 58 und 207 allem Anschein nach zu einer Nazibraut, denn sie spricht in einer ähnlichen Situation so ähnlich wie jener. Ihr Handeln werde ein Vorbild für Helden und sie stelle sich – beziehungsweise duelliert sich – mit dem Staat.

## Entstehung und Quellen
Rein Gold entstand auf Anregung der Bayerischen Staatsoper München und basiert nach Angaben der Autorin auf dem Libretto und dem Prosaentwurf von Richard Wagners Der Ring des Nibelungen, auf einer zeitgeschichtlichen Studie des Rechtshistorikers Wolfgang Schild mit dem Titel Staatsdämmerung. Zu Richard Wagners "Der Ring des Nibelungen" (2007), auf Das Kapital (1867–1894) von Karl Marx und dem Kommunistischen Manifest (London, 1848) von Karl Marx und Friedrich Engels, auf „Etwas Sigmund Freud, weiß aber nicht mehr, was“, auf der Analyse einer Getränkedose zur Abschätzung des Energiebedarfs bei ihrer Herstellung, einer Facharbeit von Felix Doeleke, auf Hermann Jellineks Werk Kritische Geschichte der Wiener Revolution vom 13. März bis zum constituirenden Reichstag (Wien, 1848) und auf „Sonst nichts. Ein paar Zeitungen. Alles nichts“.

## Rezensionen
In Rein Gold würden die Mythen, die der Komponist Wagner sich angeeignet hatte, kapitalismuskritisch verbunden mit der aktuellen Gegenwart und ihren Realitäten, in der Wotan einen Streit austrage mit seiner marxistischen Tochter Brünnhilde, so Tim Caspar Boehme in seiner Rezension für die taz. Jelinek unternehme in ihrer Lesart des 3. Akts der Walküre einen Medienwechsel von Musik zu Text. Boehme hat Jelineks Beitrag zum Wagner-Jahr 2013 beeindruckt.
Ina Hartwig hat Rein Gold für Die Zeit rezensiert und schreibt, dass es in diesem Werk nicht nur um die Herrschaft des Geldes, sondern auch um die des Mannes gehe. Originell findet die Rezensentin, wie neue Hassgesänge im Umfeld der Morde des NSU mit dem gegenseitigen Beschuldigen und Ankeifen von Brünnhilde und Wotan verflochten würden, und regt an, das Buch, eine funkelnde Zumutung, zu lesen.
Judith von Sternburg äußert in ihrer Rezension "Der Hort der Niegelungenen", die in der Frankfurter Rundschau publiziert wurde, dass Jelinek in Rein Gold das Epos durch Details erweitert, die Wagners Ringzyklus karikieren. Die Autorin stehe dem Komponisten und dessen massiver Welterklärungswucht in nichts nach, allerdings fehle die Musik und dies mindere die Schlagkraft. In der grandiosesten der Hasstiraden nimmt der Text die deutsche Neigung zu Heldentum und Geiz aufs Korn.
Dirk Pilz findet in der Neuen Zürcher Zeitung, dass der Bühnenessay einer von Jelineks besten Texten ist, aufgrund seiner streng durchkomponierten Dichte und Dringlichkeit, die übervoll mit Anspielungen ist, und weil der Gegenwart keinerlei Versöhnungsangebot gemacht wird. Zum Untertitel Ein Bühnenessay meint Pilz, dass Jelineks Werke sich herkömmlichen Kategorien entziehen und daher der Leser entscheide, was Rein Gold ist. Seine Idee ist, dass Ws Schlusssatz „Mal sehn, was draus wird“ auch der erste sein könnte.

## Leseerlebnisse
Pilz hat sich beim Lesen in einem wilden Gestrüpp wiedergefunden, das einem kein Durchatmen erlaube und kein Wohlgefühl. Er illustriert sein Empfinden mit einem Dialog: Man möchte „Aufhören. Aufhören!“ schreien, riefe da nicht schon Brünnhilde: „Danke, Leute, ich versuch’s ja, ehrlich.“ Pilz gibt zu Beginn seiner Rezension eine Aussage des Regisseurs Steman von vor ein paar Jahren wieder: Als Leser von Jelineks Texten gerate man in eine Notwehr-Situation, weil die überfrachteten Texte ungeheuer nervten. Deswegen könne man bei Inszenierungen mit Jelineks Texten fast nur eigensinnig umgehen, nämlich möglichst frei. Auf Tim Caspar Boehme wirkt der Bühnenessay wie ein Sprachexzess und Christine Ammann, die von Jelineks Bildgewalt verblüfft ist, meint, das Buch lese man wahrscheinlich nicht „in einem Rutsch“, sondern hier und da, „um Jelineks Sprachkunst und die ihr eigentümliche klammheimliche Freude in Häppchen zu genießen.“ Amman haben die Assoziationsketten überrascht, mit denen Jelinek Welten in einem Crash aufeinandertreffen lässt. Dazu komme Wortwitz, der so abgründig sei, dass es einem manchmal geradezu die Sprache verschlage. Für Judith von Sternburg springt der Text neben der Ring-Tetralogie entlang und kommt mal hier mal da hinter ihr hervor. Den Text in seiner Menge und Masse empfindet sie wie ein Gedrängel, mit dem das bürgerlich-klassische Theatermaterial eingekreist wird. Sie hat den Bühnenessay als eine Ring-Umrundung gelesen, in die sich Assoziationen zu den sumpfigen NSU-Morden einmischen, die sich an das Geschehen im Ring anlehnen, das von Mord, Totschlag und brutaler Rechthaberei geprägt ist. Auch scheint es ihr manchmal so, als ob die Götter bei Jelinek endlich die Wahrheit sagen: Wotan sieht es als Beweis seines Gottseins an, dass er ein Papier vorweisen kann – von ihm selbst unterschrieben. Von Sternburg empfindet Verwunderung darüber, wie es Jelineks Text gelingt, mit der Tetralogie verbunden zu sein und jenseits von ihr zu bestehen. Bei der Lektüre von rein Gold fallen nach Arno Widmanns Empfinden Wotans Gedanken übereinander her „wie die massigen Spieler im american football“ und sie seien „endlich so schnell wie wir sie in unseren Köpfen erleben.“ Und sie würden nicht kontrolliert von einer Vernunft, die das erörtert. Er hat beim Lesen Teile des Textes im Gaumentheater seines Mundes (Ginka Steinwachs) aufgeführt und dabei festgestellt, dass der Text nichts überhöht, dass er „redet wie wir alle es tun“ und dass man ihm deshalb „leicht auf den Leim“ geht. Während man Brünnhildes Text spreche, begreife man nicht, wie sie auf das Helden- und Stammtischgerede gekommen ist. Man lande plötzlich in einer Passage, in der es heißt, so formuliert es Widmann, „die Deutschen seien Helden, aus Menschenmaterial zu Helden geschweißt, wie Metall zu einer Dose.“ Diese Aneinanderreihung „im wollüstigen Gewebe der Sätze der Elfriede Jelinek“, diese „Gedanken, die gleichzeitig im Kopf umher irren“: „Jeder Leser muss sie selbst auf die Stimmen verteilen.“ Hartwig stellt fest, dass die Lektüre von Rein Gold zu produktivem Denken anregt. Von Gegeneinandergerede und Beschuldigungen wimmelt es nur so, die Dialoge empfindet sie als „quirlige Gedankenmusik mit giftigen Tönen,“ für die man eingangs Geduld braucht, bis man den Sprachfluss goutieren könne. Man müsse dafür „die Schleusen des Bewusstseins öffnen,“ so beschreibt Hartwig ihren Weg zum Leseerlebnis, bei dem sie erst dann „die wüsten Assoziationsströme in sich aufnehmen“ kann. Das Buch selbst sei wunderschön kompakt.

## Ausgabe
- Rein Gold. ein bühnenessay. 223 S., hardcover, Rowohlt, Reinbek bei Hamburg 2013, ISBN 978-3-498-03339-2 Der Schutzumschlag zeigt einen Goldbarren auf schwarzem Grund (Cover der Erstausgabe), das Buch selbst hat einen goldfarbenen Einband.

## Urlesung
Bei der Urlesung im Rahmen der Münchner Opernfestspiele am 1. Juli 2012 im Prinzregententheater wurde die Aufteilung des Textes live vorgenommen, Proben gab es vorher keine. Die 133 Seiten des Textes wurden auf einer Anzeigentafel heruntergezählt. Nicolas Stemann hatte den Beteiligten die Aufführung als „eine große (musik-)theatralische Jam-Session“ mit Schauspielern, vier Sängerinnen, einem Korrepetitor und einem Symphonieorchester angekündigt. Beim Vortragen sollte auch Gesang, stilles Lesen, Computerstimme oder nur Video möglich sein. Dabei müssten nicht alle ständig in Aktion sein. Die Türen blieben während der Vorstellung offen und die Zuschauer konnten kommen und gehen wann sie wollten. Stemann wollte auf diese Weise eine Theaterenergie nutzen, die sich aus „Verlorenheit, Verwirrung und Panik“ speist und die er als gut einschätzt. Eingeblendet wurden die Zwischenergebnisse des Finales der Fußball-EM 2012 und von der Bühne aus war das Spiel, das in Kiew stattfand, auf einem Fernsehbildschirm zu verfolgen. Insgesamt lag Stemann daran, dass das Publikum erleben könne, wie sich das Ensemble „live und im Moment mit dem Text beschäftige“. Die Urlesung dauerte sechs Stunden und beteiligt waren Birgit Minichmayr, Irm Hermann, Josef Ostendorf. Auf einem Szenenfoto der Bayerischen Staatsoper sind außer Birgit Minichmayr auch Myriam Schröder und Sebastian Rudolph zu sehen.

## Inszenierungen
- Staatsoper Berlin, Inszenierung: Nicolas Stemann, Premiere am 9. März 2014
- Staatstheater Wiesbaden, Inszenierung: Tina Lanik, Premiere am 11. September 2014[13]
- Münchner Kammerspiele/Otto-Falckenberg-Schule, Inszenierung: Christiane Pohle, Premiere am 5. Februar 2020[14]

## Besprechungen der Bühnenversionen
- Annette Poppenhäger, Paulchen Panther in Walhall, die-deutsche-buehne.de, 15. September 2014
- Jan Brachmann, „Thesen, Rätsel. Jelinek: Rein Gold. Dittrich: Die Blinden/Die Verwandlung. Berlin/Staatsoper im Schiller Theater“, in: Opernwelt, 12. Mai 2014, S. 40–41
- Christine Lemke-Matwey, Elfriede Jelinek "Rein Gold". Murx den Marx. Nicolas Stemann inszeniert in Berlin Jelineks Bühnenessay "Rein Gold", zeit.de, 13. März 2014
- Jan Brachmann, Jelineks „Rhein Gold“ in Berlin. Entweder die Frau kommt, oder sie kommt nicht. Der Regisseur Nicolas Stemann bringt in Berlin zum zweiten Mal Elfriede Jelineks „Rein Gold“-Essay auf die Bühne. Entlockt die Originalwagnermusik dem Text mehr Sinn?, faz.net, 12. März 2014
- (dpa), Viel Applaus für Jelineks «Rein Gold» in Berlin, augsburger-allgemeine.de, 10. März 2014